# Temie Giwa-Tubosun
Temie Giwa-Tubosun, née Oluwaloni Olamide Giwa le 4 décembre 1985, est une entrepreneuse et gestionnaire en santé nigériano-américaine.

## Biographie

### Jeunesse et formation
Temie Giwa-Tubosun est diplômée en sciences politiques et en gestion de systèmes de santé de l'université d'État du Minnesota (Moorhead) et du Middlebury Institute of International Studies,.

### Fondation de LifeBank
En février 2014, Temie Giwa-Tubosun a accouché d'un bébé prématuré dans un hôpital du Minnesota, aux États-Unis. Elle a décrit cet évènement comme « compliqué et pénible ». Elle déçide alors de réfléchir à comment améliorer l'accouchement des femmes nigérianes qui ne peuvent pas le faire à l'étranger.
En 2016, Temie Giwa-Tubosun fonde LifeBank (anciennement One Percent Project), une entreprise qui vise à améliorer l'accès aux transfusions sanguines au Nigeria,,.
En effet, selon l'Organisation mondiale de la santé, le Nigeria est responsable de près de « 20% de tous les décès maternels dans le monde », ajoutant que « entre 2005 et 2015, on estime que plus de 600.000 décès maternels et pas moins de 900.000 cas de quasi accidents maternels se sont produits dans le pays ». Le Service national de transfusion sanguine nigérian s'alarme fréquemment de la diminution du nombre de donneurs de sang dans le pays. Par exemple, à Lagos où se trouve le siège de LifeBank, seulement 80 000 pintes (soit 43 %) des 185 000 pintes de sang nécessaires chaque année sont collectées.
LifeBank fait le lien entre les patients qui ont besoin de sang, en particulier dans les zones rurales et les banques de sang qui regroupent les collectes, en fournissant les bonnes informations sur le type et la sécurité du sang et de l'oxygène et en assurant des livraisons rapides. Les patients ou les médecins passent leurs commandes via le site web ou l'application de LifeBank ou simplement en téléphonant à la société. L'entreprise contacte alors immédiatement la banque de sang la plus proche du patient, et l'opération de livraison — parfois à moto ou en drone — est activée. L'entreprise utilise Google Maps pour calculer et surveiller les itinéraires entre l'emplacement des banques de sang, des véhicules de livraison et des hôpitaux.

### Reconnaissances
En mai 2017, elle est sélectionnée parmi les "six entrepreneurs qui démontrent le rôle positif des femmes dans la création d'opportunités et de préparation de la région pour la Quatrième Révolution Industrielle" par le Forum Économique Mondial sur l'Afrique.
Elle est aussi mentionnée dans le rapport annuel des innovateurs africains de Quartz (portraits de 30 leaders africains).

## Vie privée
Temie vie à Lagos avec son mari, Kola Tubosun qui est écrivain et linguiste, et leur fils, Eniafe.

## Distinctions
- 2014 : Parmi les 100 Femmes de l'année par la BBC[10],[11].
- 2017 : Parmi les 100 femmes les plus inspirantes au Nigeria selon YNaija[12].
- 2019 : 1er prix ($250,000) de l'African Netpreneur Prize Initiative organisée par le fondation Jack Ma[2].
- 2020 : Global Citizen Prize for Business Leader[1]